# Stadsbrand van Nijkerk
De stadsbrand van 1540 behoort tot de grootste branden die in Nijkerk plaats hebben gevonden.
Deze stadsbrand vond plaats in 1540 en veroorzaakte onder andere grote schade aan de Grote Kerk. Ook gingen bij deze brand bijna alle huizen in vlammen op.